# 阮青海
阮青海 （1970年10月2日—），一译阮清海，女性，京族，越共党员，河内还剑郡人，越南政治人物、学者，曾任越共太原省委书记等职，现任越南国会常务委员、代表工作委员会主任。

## 生平
阮青海早年在河内师范大学物理系就读，并最终获得学校理学博士学位，毕业后，阮青海在河内理工大学物理技术学院任教，曾任科学与工程系副主任，并在2007年得到副教授职称，为越南当年最年轻的女性副教授。2009年，阮青海转任越共越南青少年学院党委书记、副院长，并于2010年兼任越南青年联合会副主席。
2011年5月，在越南第十三届国会上，当选为国会文化教育青少年委员会委员，日后又出任该委员会副主任委员、主任委员。2016年，转任越南国会民愿委员会主任委员；并兼任越南—加拿大友好议员小组主席。
2020年6月，阮青海来到太原省，出任该省第十九届越共党委书记，并在同年10月再次当选越共太原省委书记，2023年6月，老挝政府决定授予阮青海“二等自由勋章”，以表彰她为加强太原省与老挝琅勃拉邦省两地的友好关系所作出的贡献。2024年6月，调离太原，回到河内，出任第十五届国会常务委员会委员、国会代表工作委员会主任。